# X射線爆發源
 X射線爆發源是一種會呈現週期性快速增加光度（通常是10或更高因次），且其峰值出現在電磁頻譜之X射線的X射線聯星。這種天文物理的系統是由吸積的緻密天體（通常是中子星，偶爾是黑洞）和一顆捐助者的主序星組成。捐助者的物質會落到中子星的表面並累積在那兒一陣子，直到氫融合成氦，並產生X射線。
擔任捐助者的主序星在分類上既可以是高質量恆星（超過10太陽質量（M☉））也可以是低質量恆星（少於1太陽質量），構成的聯星系統縮寫為分別為HMXB和LMXB。X射線爆發源的觀測不同於來自其它X射線瞬變源（像是X射線脈衝星和軟X射線暫現源），表現出急遽的上升時間（1-10秒），然後是軟化的光譜（低溫的黑體特性）。個別爆發能量的特徵是全通量1039–40爾格。相對於穩定吸積的中子星常態光度是1037爾格。

## 爆發天文物理學
當聯星中的捐助者進入洛希瓣（無論是由於很接近伴星，或是有較大的半徑）時，它的物質會開始流失，並如同溪流般的流向中子星。恆星也可能通過超過愛丁頓極限引發的強烈恆星風而遭受質量損失，而其中一些物質會因為引力作用而吸積至中子星。在短的軌道週期和伴星質量巨大的情況下，這兩種過程可能都有助於將伴星的物質轉移到中子星。無論哪一種情況，來自捐助者表層的都是富含氫和氦的物質。因為緻密天體，像是中子星，有強大的重力場，物質朝向中子星落下時時都會有很高的速度，通常在途中也會與其它被吸積的物質碰撞，並因而形成吸積盤。在一顆X射線爆發源，這些來自伴星的物質可以在緻密的中子星表面形成一層吸積物質。僅僅是幾小時的累積和重力擠壓，這些物質就可以開始核融合。通常溫度的增加（高於1 × 109 k），會造成熱失控。這種恆星核合成的爆炸開始於熱的碳氮氧循環，很快的就會進行Rp-過程，在幾秒鐘內吸積的物質就會燒盡，它提供的能量就是我們透過X射線望遠鏡觀察到的明亮X射線閃光。理論顯示，至少在某些情況下吸積的氫會持續不停的燃燒，造成累積的氦也會爆發。
X射線爆發源的行為類似復發新星。在緻密天體是白矮星的情況下，持續的吸積氫，最後可能會產生失控的爆炸。

## 爆發的觀測
因為在短時間內釋放大量的能量，所以大部分的能量都是高能光子的形式，在這種情況下的X射線，理論上可說就是黑體。這種能量釋放由太空望遠鏡觀察到的是恆星光度的增加，被稱為X射線爆發。因為我們大氣層的透明度，在地面的天文台觀察不到X射線。但是大多數觀察到的X射線爆發都是一再復發的，因為每次爆發的強度都不是強大到可以破壞任何一顆的穩定或是軌道。許多的X射線爆發沒有穩定的週期，可以是幾個小時到幾個月，要依據這些恆星的質量和聯星之間的距離，以及增生物質的確切組成和吸聚率等因素。以觀測結果而言，X射線爆發可以成兩類，分別標示為I型和II型。I型的X射線爆發有著明顯的光度上昇，伴隨著緩慢的逐步下降。II型也有著明顯和快速上昇並且有間隔數分鐘的脈衝。然而，迄今只觀察到兩個II型的X射線爆發，大多數的X射線爆發都是I型。爆發通量與持久性的通量比為α，範圍從10至103，但通常都是上百的。大多數從這些系統輻射出的X射線爆發會從數小時到數天，但在一些系統中會有多次延展性的爆發；在一些較少見的情況下會觀察到尚無法解釋的5-20分鐘的反覆微弱爆發。縮寫XRB可以是X射線爆發源（X-ray burster）或X射線爆發（X-ray burst）。

## 應用在天文學
由於中子星的質量決定爆裂時的光度，因此明亮的X射線爆裂可以說是標準燭光。因此，比較觀測到的X射線通量與預測值的收益率，相對的可以得到較精確的距離。觀測X射線爆裂，也可以測量中子星的半徑。